# 마스크팩

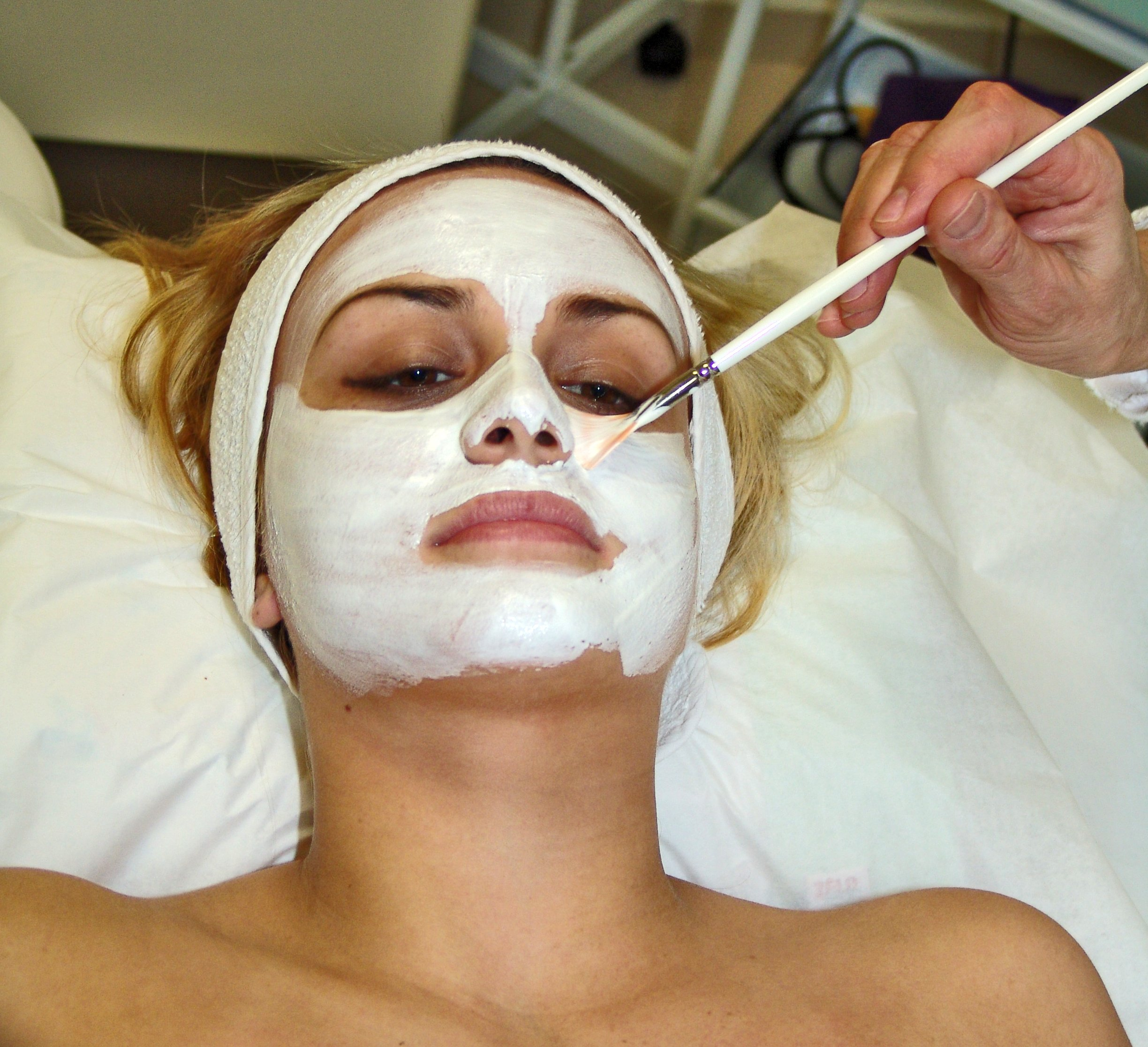
피부 관리를 받고 있는 사람

마스크팩(Facial Mask, 문화어: 미안막)은 얼굴 모양에 맞추어 제작된 시트를 이용하여 피부에 다양한 영양분과 수분 등을 공급할 수 있는 화장품 종류이다. 시트 마스크라고도 한다.
초기의 마스크팩은 천연 재료를 이용하여 얼굴에 바르고 씻어내는 것을 기반으로 하였다. 그 재료에는 주로 금, 과일, 식물 등을 이용하였다. 시트마스크는 1990년대에 스킨과 같은 액상을 도포한 부직포팩으로부터 시작하였다. 이것이 1세대로, 시트마스크의 시작이었다. 2세대에서는 부직포에서 면으로 된 시트로 바꾼 마스크가 개발되면서, 흡수가 예전에 비해 더 잘되고 밀착력이 높은 팩으로 발달되었다. 요즘에는 면과 함께 하이드로겔을 이용한 마스크팩 또는 천연소재를 이용한 바이오 셀룰로오스 마스크팩이 큰 인기를 끌고 있다.
마스크팩의 모양은 눈과 입 부분이 뚫려 있고 얼굴 모양에 맞추어 주로 제작된다. 종종 입 부분은 뚫려 있지 않은 마스크팩도 존재한다. 이 외에도 눈의 붓기와 피로를 완화시켜주는 눈 전용 마스크팩, 코의 블랙헤드와 화이트헤드를 제거하는 코 전용 마스크팩, 입술 각질을 관리해주고 보습을 높여주는 입술 전용 마스크팩 등 다양한 종류가 존재한다. 주로 마스크팩은 수분을 많이 함유하고 있어 축축하게 젖은 형태로 밀봉되어 판매되며, 사용법으로는 세안 후 10~20분동안 얼굴에 붙여 영양분과 수분을 흡수한 뒤에 떼내는 방식이다. 20분 이상 붙이고 있지 않는 이유는 오히려 마스크팩이 수분을 가져갈 수 있기 때문이다. 시트 모양의 팩을 얼굴에 붙였다 떼는 마스크팩 외에도 크림과 같은 형태로 되어있어 얼굴에 바른 후 수면을 취하는 수면팩, 또는 크림형태로 바르는 것은 수면팩과 비슷하지만 10~20분 뒤에 세안으로 팩을 씻겨내는 종류도 있다. 후자의 경우에는 주로 각질관리에 많이 이용된다.
마스크팩은 기능에 따라 수분 공급, 미백, 노화방지, 리프팅, 진정 등의 다양한 기능을 갖추고 있다. 요즘 1일 1팩이라는 피부관리법이 생겨나면서 매일 하나의 팩을 이용하는 사람 수도 늘어나고 있는 추세이다.

## 같이 보기
- 여드름